# Gilbert de Bourbon-Montpensier

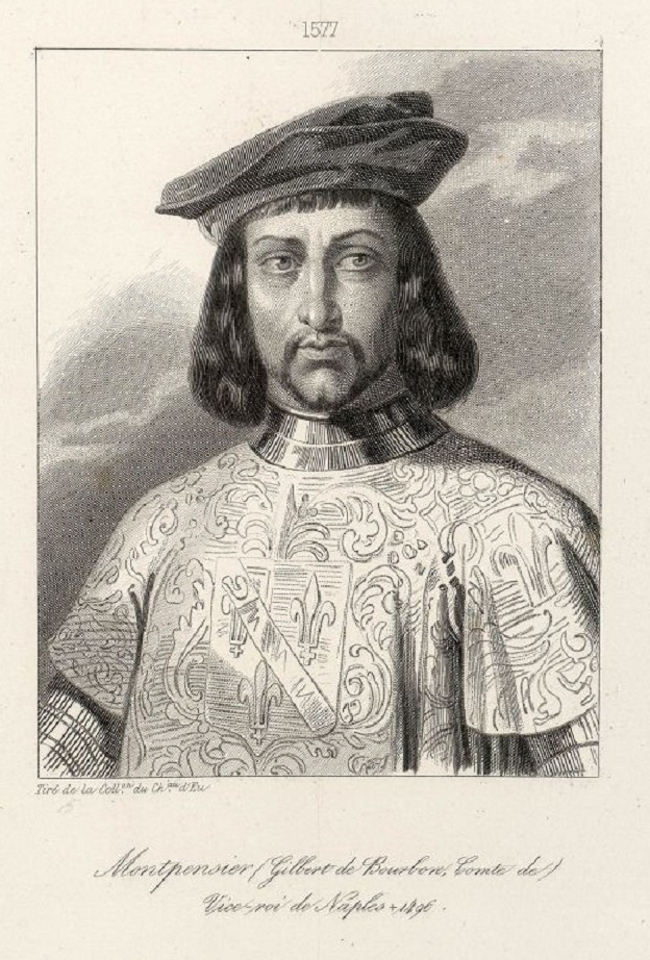
Gilbert de Bourbon-Montpensier

Gilbert de Bourbon-Montpensier (* 1443; † 15. Oktober 1496 in Pozzuoli bei Neapel) war Graf von Montpensier, Herr von Mercœur und Dauphin von Auvergne.

## Leben
Gilbert war der älteste Sohn des Grafen Louis I., genannt der Gute, und seiner zweiten Ehefrau Gräfin Gabrielle de La Tour d’Auvergne, Tochter des Grafen Bertrand V. Väterlicherseits war er ein Enkel des Herzogs Jean I. Von dessen Vetter, König Karl VIII., wurde er zum Lieutenant-général und später Militärgouverneur von Paris ernannt. 1494 zog er nach Italien. Dort wurde er zum Herzog von Sessa und zum französischen Vizekönig von Neapel ernannt.
Am 25. Februar 1481 heiratete er Clara Gonzaga (1464–1503), Tochter des Markgrafen Federico I. Gonzaga und dessen Frau Margarete von Bayern. Aus der Ehe gingen sechs Kinder hervor:
- Louise (1482–1561)

⚭ 1499 Seigneur Andreas IV. von Chauvigny († 1502)
⚭ 1505 Louis de Bourbon (1473–1520), Fürst de la Roche
- Louis II. (1483–1501, gefallen)
- Charles (1490–1527, gefallen) ⚭ 1505 Suzanne de Bourbon-Beaujeu (1491–1521)
- François (1492–1515, gefallen), Herzog de Chatellerault
- Renée (1494–1539), Erbin von Mercœur, ⚭ 1515 Herzog Anton II. von Lothringen
- Anne (1495–1510)